# Питър Уилямс
Питър Уилямс (на английски: Peter Williams; роден на 31 декември 1957 г.) е канадски актьор, роден в Ямайка. Той е известен с това, че играе Апофис, лошия герой в Stargate SG-1.
По-голямата част от работата му е в телевизията, включително ролята му на главния злодей Апофис в първите четири сезона на Stargate SG-1 (плюс няколко изяви след това). Той се появява на големия екран и с участието си във филми като „Жената-котка“ и „Хрониките на Ридик“. Брат му Стивън също е в развлекателния бизнес и е режисирал няколко епизода от телевизионни предавания, включително Dark Angel, Crossing Jordan и „Изгубени“.
През 1995 г., две години преди премиерата на Stargate SG-1, Уилямс участва във филма Jungleground от 1995 г. с трима други актьори от поредицата Stargate: Тори Хигинсън (Елизабет Уиър), Джей Ар Борн (Мартуф) и Лекса Дойг (д-р Лам).
През 2007 г. той играе главната роля, Джийн Райт, в игралния филм на Франсис-Ан Соломон „Зимна приказка“.